# Elise Mayer
Elise Mayer, också kallad Mayr och enligt SDB Maijr, född Neumayr 16 juni 1822 i Nürnberg, Tyskland, död 7 januari 1904 i Malmö S:t Petri församling, Malmö, var en svensk (ursprungligen tysk) skolledare. Hon grundade Fru Elise Mayers högre läroverk för flickor i Malmö, och var dess föreståndare från 1857 till 1888.

## Biografi
Maijr föddes i Nürnberg i Tyskland, men bosatte sig i Malmö i Sverige i november 1857. Samma år öppnade hon en flickskola i Malmö, Fru Elise Mayers högre läroverk för flickor. Det var Malmös andra betydande skola för flickor efter Caroline Kléens skola (1850–1870), och någon tredje flickskola grundades inte förrän Maria Stenkulas skola 1874. 
Hennes skola kom att bli framgångsrik som en av de mest kända i Skåne, och tog emot elever från välsituerade medelklasshem i både Malmö och omkringliggande områden. Elise Mayer var innovativ: hennes skola var den första flickskolan i södra Sverige som införde gymnastik på schemat, och hon lät också eleverna tillbringa rasterna utomhus, oavsett väder, något som var ovanligt för en flickskola, och införde diskussionstimmar i den högsta klassen. Skolan växlade adress flera gånger, men kom till slut att stanna på Rönneholmsvägen. 
År 1888 överlät Elise Maijr sin skola på Tekla Åberg, som gjorde om den till Tekla Åbergs högre läroverk för flickor. Denna förenades 1940 med Maria Stenkulas Malmö högre läroverk för flickor från 1874 och Anna och Eva Bundts skola för flickor från 1887, till Malmö kommunala flickskola.